# Anti Tour
Anti Tour – dwunasta trasa koncertowa australijskiej piosenkarki Kylie Minogue, która odbyła się wiosną 2012 roku w ramach projektu "K25". W przeciwieństwie do poprzednich tournée, podczas Anti Tour Minogue skupiła się na i wykonywała utwory znane wcześniej w wersji demo, b-side'y oraz piosenki z poprzednich albumów, jednak jeszcze nie śpiewane przez nią na żywo. Głównym założeniem trasy były koncerty dla mniejszego grona publiczności, w znacznie mniejszych obiektach i krótki czas jej trwania.

## Geneza
W kwietniu 2011 roku Kylie podczas aktualnej trasy koncertowej – Aphrodite Les Folies nakreśliła koncepcję "anty trasy koncertowej":
Nigdy nie robiłam czegoś takiego, coś w stylu anty-tour, w którym nie występują tancerze, nie ma światła. Tylko muzyka i wykonanie utworów, które są bardzo kochane przez super fanów, ale nigdy, nigdy, przenigdy nie usłyszeli ich gdziekolwiek. [...] Myślę, że byłoby naprawdę fajnie być w małej, malutkiej sali, może gdzieś w biegu tygodnia i po prostu zrzucić z siebie wszystko i wykonać piosenki, przy których najwierniejsi fani będą płakać –  Kylie Minogue w wywiadzie dla magazynu Idolator, 5 kwietnia 2011.
Pierwszy oficjalny komunikat na temat planowanej trasy został wydany na stronie internetowej artystki. Podano wtedy informacje o dwóch datach koncertów w ojczystej Australii.
Ze względu na fakt, że dwa pierwsze koncerty w Australii wyprzedane w zaledwie kilka minut po tym, jak bilety pojawiły się w sprzedaży, Minogue ogłosiła, że będą miały miejsce po dwa koncerty w tych terminach. W dniu 25 marca, Minogue zapowiedziała wykonanie dwóch koncertów w Wielkiej Brytanii w kwietniu. Oba wyprzedano w ciągu dziesięciu minut, ale szybko część biletów znalazł na stronach odsprzedaży po obniżonych cenach. Ze względu na ogromny popyt ogłoszono kolejny koncert w Manchesterze.

## Program koncertów
1. Magnetic Electric
2. Made in Heaven
3. Cherry Bomb
4. B.P.M.
5. Mighty Rivers
6. I'm Over Dreaming (Over You)
7. Always Find the Time
8. You're the One
9. Tightrope
10. Paper Dolls
11. Stars
12. Drunk
13. Say Hey
14. Too Much
15. Bittersweet Goodbye
16. Disco Down
17. I Don't Need Anyone
18. God to Be Certain
19. Things Can Only Get Better
20. That's Why They Write Love Songs
21. Tears on My Pillow
22. Enjoy Yourself

## Lista koncertów
Anti Tour obejmowała siedem koncertów: cztery w Australii i trzy w Anglii.
1. 18 marca 2012 – Melbourne, Australia – Palace Theatre (dwa koncerty)
2. 20 marca 2012 – Sydney, Australia – Big Top at Luna Park (dwa koncerty)
3. 1 kwietnia 2012 – Manchester, Anglia – Manchester Academy
4. 2 kwietnia 2012 – Manchester, Anglia – Manchester Academy
5. 3 kwietnia 2012 – Londyn, Anglia – Hammersmith Apollo